# Coro Cillán
María del Coro Cillán y García de Iturrospe (San Sebastián, 1949) es una jueza española y antigua profesora de Derecho Constitucional en la Universidad de Extremadura, segunda en la lista de la candidatura de la Unión Foral del País Vasco por Guipúzcoa para las elecciones generales de 1979.
Como jueza, fue quien reabrió en 2009 las investigaciones en torno a los atentados terroristas del 11-M. El 8 de julio la Asociación de Ayuda a las Víctimas del 11-M se querelló contra el comisario jefe de los Tedax Juan Jesús Sánchez Manzano y su perito químico. El juzgado número 43 de Madrid, dirigido por Coro Cillán, admitió el caso, que había sido previamente rechazado por el juzgado de instrucción número 6, y dirigió las investigaciones durante dos años y medio.
Titular de una plaza de jueza en la Sección Primera de la Audiencia de Guipúzcoa, en 2002 fue sancionada por el Consejo General del Poder Judicial con dos años de inhabilitación por retrasos injusificados en los asuntos de su competencia, sanción revocada en 2007 por el Tribunal Supremo por haber sido dictada fuera de plazo. Una nueva sanción en 2003 por hechos similares fue resuelta por el Tribunal Supremo con multa de 1800 euros. Siendo titular del Juzgado de Instrucción número 43 de Madrid, plaza desde la que trató de reabrir la causa del 11-M, el Tribunal Superior de Justicia de la Comunidad de Madrid la inhabilitó en 2014 para el ejercicio de la judicatura por un plazo de quince años por prevaricación continuada, al tenerse por probado que había designado a un amigo íntimo como administrador judicial de la discoteca Moma de Madrid, sobre la que no existía sospecha de actividad delictiva que justificase tal nombramiento.
La jueza denunció en varias ocasiones que había una trama contra ella dirigida por el excomisario de la Policía Nacional Villarejo. De hecho, cuando la jueza comenzó a lanzar estas acusaciones, su apartamento sufrió un incendio la misma tarde que había alertado a los servicios de seguridad de su edificio de que había un fallo en su cerradura. En 2015, el periódico Público publicó un documento de audio en el que se oye a Villarejo hablando con Javier de la Rosa sobre la importancia de controlarla "fehacientemente" en el contexto de la Operación Cataluña.
Desde 2019 la jueza se encuentra interna de forma forzosa en el Centro de Rehabilitación Psicosocial San Juan de Dios, en la provincia de Palencia, incomunicada a pesar de no haber sido nunca incapacitada ni existir sentencia judicial alguna al respecto.

## Investigaciones relativas al 11M
Durante los más de dos años que duró la instrucción judicial que Coro Cillán presidió se obtuvieron informaciones y testimonios que, según ciertas informaciones, no recogían los anteriores procesos judiciales, pero el Tribunal Supremo sentenció que los hechos investigados eran «cosa juzgada», ratificando así el sobreseimiento acordado previamente por la Audiencia Provincial de Madrid.
Para quienes ven en la instrucción de la jueza Cillán elementos distintos de los juzgados y sentenciados, se habría obtenido merced a su instrucción el testimonio de los miembros del Tedax que participaron en la recogida de muestras de los trenes. Cáceres Vadillo (inspector, jefe del grupo Tedax cuya demarcación para su actuación es Madrid) narró cómo repartió a los agentes entre los cuatro escenarios del atentado y cómo a media mañana llegó a Atocha el Comisario Jefe de los Tedax a nivel nacional, Sánchez Manzano, gritando "¡Aquí mando yo!" y anulando las órdenes de Vadillo. Al parecer, a primeras horas de la mañana, el director general de la Policía dio la orden de que las actuaciones de todas las unidades policiales que intervengan en los atentados deben ser asumidas por las Comisarías Generales, de una de ellas dependen todos los TEDAX.
Vadillo declaró el 23 de noviembre de 2011 que los Tedax propusieron trasladar los trenes a Vicálvaro para inspeccionarlos más cuidadosamente. Los trenes fueron inspeccionados durante varios días por los TEDAX y por Policía Científica. Acadas esas inspecciones, el Juez los entregó a su titular, Renfe. Uno de los trenes sí fue parcialmente conservado, el de la estación de Santa Eugenia. Sin embargo, esto se ocultó al juez Bermúdez y, cuando Tafesa (en cuyos cobertizos se conservaban los restos) quebró, se descubrió lo que quedaba del tren; desgraciadamente, desapareció en extrañas circunstancias. A esto se añaden las declaraciones de Díaz Pintado, número 2 de la policía el 11-M, en septiembre de 2009, que indican que Renfe había preguntado si podían desguazar los trenes, y que él respondió que no se podían destruir sin autorización judicial. Por eso, una vez acabadas las inspecciones, TEDAX y Policía Científica comunicaron al juez que ya habían finalizado las inspecciones para que tomara las decisiones correspondientes.
Además, el propio Sánchez Manzano reconoció ante Cillán que una parte de los objetos recogidos de los focos y fueron destruidos más adelante, después de que los TEDAX determinaran que no tenían ninguna relación con artefactos explosivos ni había ningún indicio de valor. Respecto a las pruebas conservadas, fueron enviadas a la Policía Científica aquellas que determinan los protocolos; sin embargo, no se conservó el agua con acetona con la que se habían limpiado previamente las pruebas, por lo que cualquier análisis ulterior era inútil. En la querella, incentivada[cita requerida] por los autores de las teorías de la conspiración[¿quién?], alegaba que algunas de las muestras seleccionadas no llegaron a la Audiencia Nacional.
La sección 17 de la Audiencia Provincial de Madrid dictó en un auto de 29 folios en febrero de 2012 el archivo de la causa abierta por la jueza Cillán por ser cosa juzgada, al tiempo que reprochó a la jueza que hubiese tardado más de dos años en responder a las peticiones de archivo formuladas por la defensa. En su resolución, la sección 17 de la Audiencia argumentaba que los mismos hechos sobre los que investigaba la jueza Cillán habían sido objeto de denuncia previamente ante la Audiencia Nacional y ante el Juzgado de Instrucción 6 de Madrid —ante el que debió inhibirse la jueza Cillán—, siendo archivadas las denuncias en ambos casos por no apreciar irregularidad alguna en la actuación de los TEDAX. En su resolución, el titular del juzgado número 6 había dictaminado ya que, «por mucha que sea la insatisfacción o impotencia que el resultado de las pruebas periciales genere en las partes procesales, no es posible volver a discutir sobre su necesidad (...) Ni se puede practicar siempre la misma prueba hasta llegar al resultado que satisfaga los intereses de las partes». Recurrido por la Asociación de Víctimas del 11-M el archivo de la causa, el Tribunal Supremo acordó inadmitir a trámite el recurso, cerrando así definitivamente la causa abierta para investigar la actuación de los TEDAX por no existir indicios para formular la imputación.